# Porte-queue érémicole
Papilio saharae
Espèce
Statut de conservation UICN

 NT  : Quasi menacé
Le Porte-queue érémicole (Papilio saharae) est une espèce de lépidoptères (papillons) de la famille des Papilionidae, qui se rencontre dans les déserts d'Afrique du Nord et de la péninsule arabique.

## Noms vulgaires
- En français : le Porte-queue érémicole[1].
- En anglais : Desert Swallowtail[1] ou Sahara Swallowtail.

## Description
L'imago de Papilio saharae est un grand papillon de forme vaguement triangulaire, possédant une queue qui prolonge la quatrième nervure des ailes postérieures. Les ailes ont un fond jaune clair orné de dessins noirs, notamment d'une large bande submarginale noire, qui est ornée de taches bleues aux ailes postérieures. Au niveau de l'angle anal se trouve une tache rouge entourée de noir.
Papilio saharae est très difficile à distinguer de l'espèce voisine Papilio machaon par l'apparence de ses imagos, bien qu'ils soient généralement de taille inférieure. Les deux espèces diffèrent principalement par la structure de leurs pièces génitales et l'apparence de leurs chenilles.

## Biologie

### Phénologie
Papilio saharae est univoltin et ses imagos volent d'avril à juin. Il hiverne au stade de chrysalide.

### Plantes hôtes
Les plantes hôtes de sa chenille sont des espèces de Deverra (Deverra chloranthus, D. scopularia et D. tortuosus), Seseli varium et, en Arabie, Ferula sinaica et Pycnocycla glauca,.

## Distribution et biotopes
Papilio saharae est présent en Afrique du Nord, dans toute la zone aride du Maroc, de l'Algérie et de la Tunisie (il y est absent de la zone côtière), ainsi qu'en Libye, en Égypte et dans la péninsule arabique (au moins en Arabie saoudite et au Yémen),,.
Il réside aux marges du désert, sur des terrains arides et pierreux et dans les oasis.

## Systématique
Le taxon Papilio saharae a été décrit par l'entomologiste français Charles Oberthür en 1879 en tant que variété de l'espèce holarctique Papilio machaon, et avec pour localité type Laghouat, en Algérie,.
Il a longtemps été considéré comme une sous-espèce de Papilio machaon, avant d'être élevé au rang d'espèce.
Au sein de l'ordre des lépidoptères, Papilio saharae est classé dans  la famille des Papilionidae, la sous-famille des Papilioninae et le genre Papilio.

### Synonymes
Selon FUNET Tree of Life (18 avril 2019) :
- Papilio machaon var. saharae Oberthür, 1879 — protonyme
- Papilio machaon var. hospitonides Oberthür, 1888
- Papilio machaon saharae f. xanthosoma Turati, 1924

### Sous-espèces
Papilio saharae possède deux sous-espèces, :
- Papilio saharae saharae Oberthür, 1879 — présente en Afrique du Nord (Maroc, Algérie, Tunisie, Libye, Égypte) et dans le Nord-Ouest de l'Arabie saoudite.
- Papilio saharae rathjensi Warnecke, 1932 — présente dans le Sud de l'Arabie saoudite et au Yémen.